# Джин (серіал)
Джин (араб. جن) — йорданський арабськомовний драматичний телесеріал про надприродне, творцями і виконавчими продюсерами якого були Мір-Жан Бу Чаая, Елан Дассані та Раджив Дассані разом із Крістіаном Бу Чаая та Люсьєном Бу Чаая. Прем'єра серіалу відбулася на Netflix 13 червня 2019 року. У серіалі зіграли Сальма Малхас, Хамзе Окаб, Султан Алкхайл, Айша Шахалтог, Заїд Зубі, Ясер Аль Хаді, Мохаммад Нізар, Мохаммад Хінді та Карам Таббаа.

## Сюжет
«Джин» розповідає історію групи підлітків, які навчаються в приватній школі в Аммані. Вони відправляються на екскурсію до Петри, яка відома як домівка стародавніх демонів і дивних явищ. Життя групи порушується, коли з'являється дух, випадково викликаний Мірою. Вони повинні спробувати перешкодити джину знищити світ.

## Акторський склад
- Сальма Малхас[d] — Міра
- Султан Алкхайл[d] — Ясін
- Хамзе Окаб[d] у ролі Керасквіоксіана (Керас) / Хосні
- Айша Шахалтог[d] — Віра
- Заїд Зубі[d] в ролі Хасана
- Бан Халаве[d] як Лейла
- Ясер Аль Хаді[d] — Фахед
- Мохаммед Нізар — Насер
- Мохаммад Хінді[d] в ролі Омара
- Карам Таббаа в ролі Джаміля
- Абдельраззак Джаркас — Тарек
- Хана Чамун[d] — міс Ола
- Фаріс Аль Бахрі в ролі Наджі
- Манал Сехаймат — Лубна

## Епізоди
| № серії | Назва серії                     | Режисер(и)      | Сценарист(и)                                | Оригінальна дата виходу |
| ------- | ------------------------------- | --------------- | ------------------------------------------- | ----------------------- |
| 1       | «Дивний шепіт»                  | Мір-Жан Бу Чаая | Елан Дассані і Амін Маталка                 | 13 червня 2019          |
| 2       | «Чарівний пісок»                | Мір-Жан Бу Чаая | Елан Дассані, Раджив Дассані і Тіффані Хо   | 13 червня 2019          |
| 3       | «Небезпечне смішне почуття»     | Амін Маталка    | Елан Дассані, Раджив Дассані і Долорес Райс | 13 червня 2019          |
| 4       | «#Мисливецьнаджинів»            | Амін Маталка    | Елан Дассані і Раджив Дассані               | 13 червня 2019          |
| 5       | «Будьте обережні, чого бажаєте» | Мір-Жан Бу Чаая | Елан Дассані і Раджив Дассані               | 13 червня 2019          |

## Виробництво

### Розробка
26 лютого 2018 року було оголошено, що Netflix замовив новий телесеріал «Джин», режисером якого став Мір-Жан Бу Чаая, а виконавчими продюсерами — Елан і Раджив Дассані. Повідомляється, що замовлення серіалу стосувалося першого сезону з п'яти епізодів.
13 серпня 2018 року було оголошено, що Мір-Жан Бу Чаая, окрім режисерської функції, також виконуватиме функції виконавчого продюсера. Крім того, повідомлялося, що серед сценаристів будуть Елан і Раджив Дассані та Амін Маталка. Очікувалося, що Елан стане головним сценаристом, а Маталка стане режисером двох епізодів. Виробничі компанії, які беруть участь у створенні серіалу включатимуть Kabreet Productions і Master Key Productions. 18 квітня 2019 року було оголошено, що прем'єра серіалу запланована на 13 червня 2019 року.

### Кастинг
Разом з оголошенням про початок виробництва було підтверджено, що в серіалі зіграють Сальма Малхас, Хамзе Окаб, Султан Алкхайл, Айша Шахалтог, Ясер Аль Хаді та Бан Халаве.

### Зйомки
Основні зйомки розпочалися 13 серпня 2018 року в Аммані, Йорданія. Планувалося, що зйомки триватимуть протягом десяти тижнів із місцями зйомок, що включають Петру, Ваді-Рам, а також десяток місць в Аммані.

## Критика
Видання «Middle East Eye» назвало серіал «з погано написаним сценарієм, погано зіграним і неохайно зрежисерованим», тоді як «Thrillist» назвав його «посереднім», «нереалістичним» і «заплутаним».
Рейтинг серіалу на Rotten Tomatoes становить 83 %, на основі шести оглядів. Позитивні відгуки відзначали послідовність, інтригу та новизну. Негативні відгуки критикують якість акторської гри та сценарію.
Серіал викликав суперечки через сцени, які містять «моральну деградацію». Серед них два випадки, коли персонаж Малхас цілувала двох різних чоловіків у різних сценах. Ще одна скарга стосувалась грубої лексики серіалу. «Джин» викликав суперечки в Йорданії, деякі урядові установи погрожували цензурою. Повідомлялося, що головний прокурор Йорданії попросив Міністерство внутрішніх справ припинити трансляцію шоу.